# Landinijeva kadenca
Landinijeva kadenca (tudi Landinova kadenca) je kadenčni postop, pri katerem se iz septime (vodilni ton) ne preide takoj v oktavo (toniko), ampak nazaj na seksto (Landinova seksta), ki pa z basovim tonom na dominanti tvori čisto kvinto. Hkrati s tem postopom se večkrat pojavi tudi lidijska kvarta (glej srednji glas v primeru).
Ta kadenca je dobila ime po Francescu Landiniju (1325–1397), ki je prvi začel uporabljati ta postopek. Sicer pa se pojavlja še v delih nizozemskih polifonih skladateljev in drugih glasbenih ustvarjalcev 14. in 15. stoletja (npr. Guillaume de Machaut).